# Acrochila etessana
Acrochila etessana là một loài rêu tản trong họ Plagiochilaceae. Loài này được (Stephani) R.M. Schust. miêu tả khoa học lần đầu tiên năm 1963.